# Gnophos externaria
Gnophos externaria là một loài bướm đêm trong họ Geometridae.